# 6681 Prokopovich
6681 Prokopovich è un asteroide della fascia principale. Scoperto nel 1972, presenta un'orbita caratterizzata da un semiasse maggiore pari a 2,2045129 UA e da un'eccentricità di 0,1459300, inclinata di 4,78233° rispetto all'eclittica.